# Renata Martins
Renata Cilene Martins (São Paulo, 12 de janeiro de 1978), conhecida como Renata Martins, é uma autora, diretora, roteirista, produtora cultural, educadora e cineasta brasileira premiada nacional e internacionalmente. Criadora da premiada websérie Empoderadas, e organizou o livro Empoderadas - Narrativas Incontidas no Audiovisual Brasileiro lançado em 2021, como um dos muitos desdobramentos do projeto da websérie. 
É roteirista da série Pedro e Bianca, ganhadora dos Prêmios Emmy Internacional, Prix Jeunesse Ibero-americano e Internacional. Compôs a equipe de roteiro da novela Malhação - Viva a Diferença, TV Globo, ganhadora do Prêmio ABRA de Roteiro, Troféu UOL, Prix Jeunesse Internacional e do Prêmio Emmy Internacional, em 2018. Dirigiu e roteirizou os premiados curtas-metragens Aquém das Nuvens, que foi exibido em mais de dez países; e Sem Asas - Melhor curta de ficção na 19ª Edição do Grande Prêmio do Cinema Brasileiro, melhor roteiro na 4ª edição do Prêmio ABRA de Roteiro e melhor roteiro no FRAPA - Festival de Roteiro Audiovisual de Porto Alegre dentre outros. 
Em 2022 foi uma das cineastas negras e negros homenageados na edição comemorativa de 15 anos do Encontro de Cinema Negro Zózimo Bulbul. 

## Biografia
Renata Martins nasceu na Zona Leste, região periférica de São Paulo. Filha de Maria do Rosário Martins e José Elói Martins, é a caçula de quatro irmãos. Neta por parte paterna de de Natividade Procópio Ferreira Martins e Antônio Afonso Martins, e por parte materna, de Geralda da Glória da Silva com José Lativo da Silva, cresceu rodeada pela família no bairro de Itaquera e desde a infância era apaixonada por ouvir e contar histórias: "Entre papéis, tintas e lápis de cor, desde a infância gostava de ouvir e contar histórias, as noites passadas com luzes apagadas ao som da peça radiofônica “Jonathan Gaivota” ficaram marcadas em sua memória. Outro ritual constante dessa época era “ir para a cidade”51 de transporte público com sua tia e madrinha, Tatida, para assistir aos lançamentos no cinema do centro de São Paulo e depois lanchar no Mcdonald’s. Nas telas do cinema assistia aos filmes da Xuxa e dos Trapalhões, e em casa a Sessão da Tarde e os filmes de VHS eram bons companheiros".
Durante a juventude, teve como meta o ingresso na universidade, e para alcançar o objetivo começou a trabalhar e estudar num cursinho no Butantã. Sonhava já em fazer cinema, mas quase desistiu do curso: “Conversando com um professor de história amigo meu, eu disse que se eu tivesse dinheiro eu faria cinema. Na USP a nota de corte era maior do que medicina e tinha na FAAP, muito cara. Eram as duas únicas universidades que tinham a formação (...) E esse professor de história viu e praticamente me inscreveu. Eu tinha colocado geografia ou sociais na PUC, publicidade no Mackenzie, e o Prouni ia acabar amanhã. Ele viu e era esse sistema que dava para alternar. E quando eu passei, foi ele que soube, que veio me falar. Então tem essa história do Carlão, Carlos Machado, professor de história”

## Formação
Por meio do sistema de políticas afirmativas, Renata ingressou no curso de Comunicação Social com habilitação em cinema da Universidade Anhembi Morumbi, em 2005 e, a partir dessa vivência na universidade, iniciou uma reflexão sobre identidade, gênero, raça e classe no audiovisual brasileiro: "Não foi com essa clareza ancestral que entrei na faculdade, mas foi lá que comecei a questionar a minha existência quanto a ser mulher negra, periférica e futura cineasta". 
Já nos primeiros semestres ao perguntar para um professor sobre quantas mulheres negras no cinema nacional, recebeu como resposta que, caso se formasse, talvez fosse uma das primeiras. O professor também mencionou o trabalho da cineasta Lilian Solá Santiago e da montadora Cristina Amaral, que na época estavam trabalhando no filme Família Alcântara, dirigido por Lilian e Daniel Solá Santiago. Por iniciativa prórpia, Renata enviou um email para Lilian, e assim acabou iniciando seu primeiro estágio na área.
Essa inquietação que surgiu com os estudos sobre audiovisual se refletiu na sua escrita e olhar cinematográfico; reverberando na sua carreira e também numa atuação política e intelectual ativa no mercado audiovisual: “Temos um desafio muito grande de onde queremos chegar, mas estamos caminhando. Nossos passos vêm de longe e eles já têm reverberado. Nossa presença aqui hoje já diz muito sobre isso”.
Já trabalhando no mercado audiovisualm 2012 ingressou na Pós-Graduação em Linguagens da Arte no Centro Universitário Maria Antônia da Universidade de São Paulo - USP.

## Carreira
Ainda na faculdade, Renata Martins realizou dois curtas experimentais, Reificação (2007), premiado como Melhor curta-metragem experimental no 4º PUTZ! Festival Universitário de Cinema e Vídeo de Curitiba e selecionado para os festivais 1º Cara Mundo - 1º Festival de Cinema Brasileiro de Roterdã, 18º Festival Internacional de Curtas-Metragens de São Paulo e Mostra do Filme Livre; e Margarida (2008), selecionado para o Festival de curtas-metragens em Madrid e para o Festival Curta.Com.  
Em 2009, Renata foi contemplada com o prêmio estímulo para realizar seu primeiro curta-metragem profissional como diretora e roteirista, o Aquém das Nuvens, lançado em 2012. O filme foi premiado e selecionado em diversos festivais, chegando a ser exibido em mais de 10 países. Em paralelo, participou como assistente de direção dos documentais Sertão Progresso (2011) e Dia de Jerusa (2012). 
Em 2012, Renata lançou seu segundo curta metragem como diretora e roteirista, o Sem Asas, protagonizado por Grace Passô, Kaik Pereira e Melvin Santhana. O filme também acumulou diversas seleções para festivais nacionais e internacionais, além de receber prêmios relevantes, como de Melhor Curta de Ficção no 19º Grande Prêmio do Cinema Brasileiro, Melhor Roteiro na 4ª Edição do Prêmio ABRA de Roteiro e melhor roteiro no Festival Internacional de Roteiro de Porto Alegre, dentre outros. 
Como roteirista, em 2014 esteve na sala de desenvolvimento da série Pedro e Bianca, , ganhadora dos Prêmios Emmy Internacional e Prix Jeunesse Ibero-americano e Internacional. Nesse período a pergunta “onde estão as mulheres negras no audiovisual?”, que surgiu no início da faculdade, se tornou ainda mais pulsante.   
Em 2013, coordenou o desenvolvimento da série de ficção Rua Nove contemplada pelo edital de desenvolvimento da Spcine. O projeto, realizado em parceria com o cineasta Renato Cândido, buscou mapear profissionais negras brasileiras no audiovisual e de responder o questionamento. A bíblia de  Rua Nove e os primeiros tratamentos dos roteiros foram desenvolvidos por roteiristas e escritores negros.  

## Empoderadas
Influênciada por todas essas inquietações e buscando ampliar ainda mais a compreensão sobre o cinema feito por realizadores negras e negros no Brasil recente, criou a websérie documental Empoderadas. O projeto, que teve como objetivo ampliar a representatividade de mulheres negras diante e atrás das câmeras, contou ainda com mais 3 temporadas lançadas em 2016, 2017 e 2018. A cada episódio, a série documentou a história de mulheres negras das mais variadas áreas.  
A primeira temporada da websérie foi co-criada em parceria com Joyce Prado. Lançada em 2015 no Youtube, contou com 14 episódios de cerca de 6 minutos, e chegou ao todo a mais de 1 milhão de visualizações. Também acumulou vários prêmios, entre eles o Prêmio Almerinda Farias e a Medalha Theodosina Ribeiro, ambos de 2016. 
Renata foi curadora, produtora e diretora artística da primeira edição do projeto Gritem-me Negra!, ocupação cultural do Sesc Pompeia com performances artísticas e atividades que convidaram o público a refletir sobre temas como feminismo negro, ancestralidade afroindígena e questões raciais no Brasil. Este evento foi desdobramento do projeto Empodaradas, e foi realizado em mais cinco edições. 
O projeto Empoderadas também foi contemplado em vários editais nacionais e internacionais: Proac Culturas Negras, Fundo Elas, VAI - Valorização de Iniciativas Culturais e PROAC - difusão audiovisual. Esse último possibilitou a realização do 1º Encontro Nacional Empoderadas: Mulheres Negras no Audiovisual. O encontro foi composto por mulheres de vários estados do Brasil e por mesas temáticas, produção audiovisual e exibição. Por conta da grande repercussão, o Empoderadas se tornou um projeto educomunicativo, tanto de referência em questões de genêro e raça, quanto de formação audiovisual. Além disso, em 2021, foi lançado o livro "Empoderadas - Narrativas Incontidas no Audiovisual Brasileiro", com organização de Renata Martins como mais um dentre tantos desdobramentos do projeto.

## Trabalhos mais recentes
Como roteirista, Renata escreveu ainda a série Cartas da Terra do Futuro, documental em 08 episódios que teve direção geral de Cristian Cancino.
Em 2018 foi roteirista colaboradora da novela Malhação - Viva a Diferença, TV Globo, ganhadora do Prêmio ABRA de Roteiro, Troféu UOL, Prix Jeunesse Internacional e do Prêmio Emmy Internacional, em 2018.
Atualmente desenvolve Poros, seu primeiro projeto de longa em parceria com a produtora RT FEATURES e projetos autorais na Rede Globo.

## Mahin Produções
Renata também é sócia-proprietária da Mahin Produções Culturais e Audiovisuais, onde trabalha como roteirista, produtora executiva, curadora e diretora artística de projetos culturais como “Gritem-me negra”, “Boteco da Diversidade - Vidas Negras e Indígenas Importam”, “II Mostra SESC de Cinema” dentre outros. Fundada em 2016, a produtora tem o nome em homenagem a Luisa Mahin.

## Filmografia

### Cinema
| Ano  | Título           | Função                 | Nota                              |
| ---- | ---------------- | ---------------------- | --------------------------------- |
| 2007 | Reificação       | Direção e Roteiro      | Videoarte/Experimental            |
| 2008 | Margarida        | Direção e Roteiro      | Videoarte/Experimental            |
| 2011 | Sertão Progresso | Assistência de Direção | Longa Metragem Documental         |
| 2012 | Dia de Jerusa    | Assistência de Direção | Curta Metragem                    |
| 2012 | Aquém das Nuvens | Direção e Roteiro      | Curta Metragem                    |
| 2015 | Flores de Baobá  | Assistência de Direção | Longa Metragem Documental         |
| 2019 | Sem Asas         | Direção e Roteiro      | Curta Metragem                    |
| -    | Poros            | Roteiro                | Longa Metragem em Desenvolvimento |

### Televisão
| Ano  | Título                      | Função                   | Nota                       |
| ---- | --------------------------- | ------------------------ | -------------------------- |
| 2014 | Rua Nove                    | Cordenadora e Roteirista | Série - 02 episódios       |
| 2014 | Pedro e Bianca              | Roteirista               | Série - 04 episódios       |
| 2017 | Cartas da Terra do Futuro   | Roteirista               | Série Documental           |
| 2017 | Malhação - Viva a Diferença | Roteirista Colaboradora  | Telenovela - 213 capítulos |

### Web
| Ano  | Título                  | Função                                    | Nota                      |
| ---- | ----------------------- | ----------------------------------------- | ------------------------- |
| 2015 | Empoderadas             | Co-criação e Coordenação Geral do Projeto | Temporada 1, 14 episódios |
| 2016 | Empoderadas             | Formato e Coordenação Geral do Projeto    | Temporada 2, 11 episódios |
| 2017 | Empoderadas do Samba    | Formato e Coordenação Geral do Projeto    | Temporada 3, 08 episódios |
| 2018 | Empoderadas Quilombolas | Formato e Coordenação Geral do Projeto    | Temporada 4, 04 episódios |